# Llengües caucàsiques del nord-est
Les llengües caucàsiques del nord-est, també anomenades caspianes o nakh-daguestaneses, són una família d'idiomes parlats a la regió del Caucas, principalment a Rússia (Daguestan, Txetxènia, Ingúixia), el nord de l'Azerbaidjan i Geòrgia, i per algunes comunitats de la diàspora. En conjunt són unes llengües que destaquen pels seus grans i complexes sistemes de consonants. Alguns lingüistes les emparenten amb les llengües caucàsiques del nord-oest.

## Classificació
L'estudi filològic de les llengües caucàsiques orientals va començar en profunditat només a partir d'una sèrie de gramàtiques compilades per P. K. Uslar: txetxè (1888), avar (1889), lak (1890), darguà (1992), lesguià (1896) i tabassaran (publicada només en 1979). Aquests estudis segueixen sent valuosos avui dia i segueixen sent usats pels especialistes en aquestes llengües. Fins a 1990, l'estudi d'aquesta família de llengües va ser dut a terme gairebé exclusivament per lingüistes soviètics de la Universitat de Moscou i Tbilissi, principalment. Entre 1920 i 1930 el treball lingüístic va tenir una orientació pràctica amb l'objectiu de desenvolupar estàndards escrits per diverses d'aquestes llengües.

## Llengües de la família

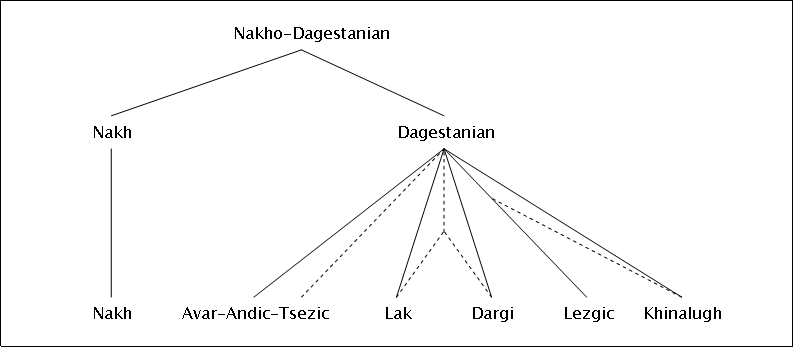
Classificació tradicional (Nichols (2003))

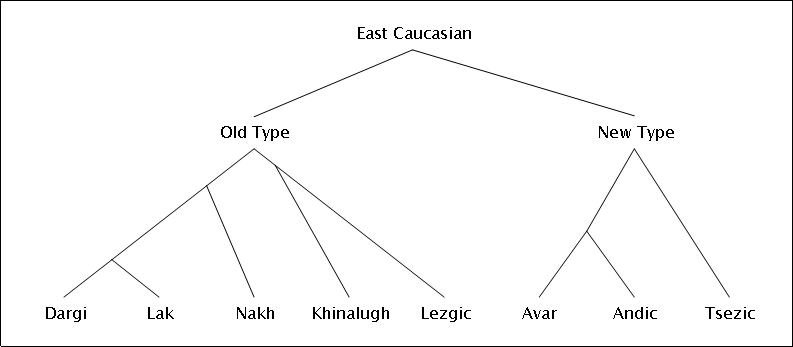
Darrer intent de classificació (Schulze (2009))

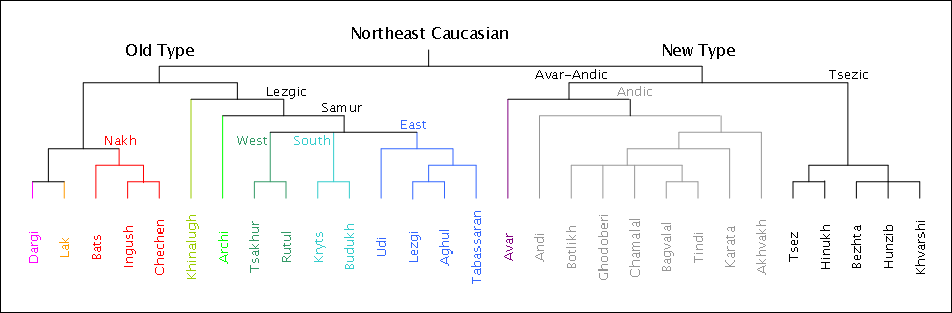
Branques sense cronologia relativa (Schulze (2009))

A partir de 1960 un nombre creixent de publicacions va considerar el treball comparatiu sobre aquesta família. La primera classificació clàssica basada en aquests treball dividia la família en dos grups la branca nakh i la branca daguestanesa. La majoria d'acadèmics consideren les llengües nakh o llengües caucàsiques nord-orientals centrals com una família separada de les Llengües caucàsiques, però altres les consideren com un subgrup de les llengües caucàsiques del nord-est. La següent és una llista de les llengües de la família:
- Llengües nakh o nord-caucàsiques centrals:
  - Batsi
  - Llengües veinakh o txetxenoingúixes:
    - Txetxè
    - Ingúix
- Llengües daguestaneses:
  - Llengües avar-andi o daguestaneses nord-occidentals:
    - Àvar
    - Llengües andi:
      - Akhvakh
      - Andi
      - Bagvalal
      - Botlikh
      - Txamalal
      - Godoberi
      - Karata
      - Tindi

  - Llengües tsez, dido o daguestaneses sud-occidentals:
    - Occidentals:
      - Tsez (o dido)
      - Hunzib
      - Khavarxi

    - Orientals:
      - Hinukh
      - Kaputxa

  - Llengües darguanes o daguestaneses centrals:
    - Darguà
    - Txiragui
    - Itsari
    - Kaitagui
    - Kubachi

  - Lak:
    - Lak

  - Khinalug:
    - Khinalug

  - Llengües lesguianes o daguestaneses sud-orientals:
    - Agul
    - Artxi
    - Budukh
    - Krytsi
    - Lesguià
    - Rútul
    - Tabassaran
    - Tsakhur
    - Udin

Un treball més ambiciós aparegut en 1994 redefineix la classificació interna abandonant la possibilitat del dagestanès com a unitat filogenètica i proposant que les branques usualment incloses dins del daguestanès serien branques coordinades derivades directament del protocaucàsic nord-oriental.

## Relació amb altres llengües
Recentment s'han aportat proves que el caucàsic nord-oriental i el caucàsic nord-occidental podrien estar genèticament relacionats, i fins i tot s'ha proposat una reconstrucció del proto-nordcaucàsic sobre la base d'uns 2.000 cognats.

## Descripció lingüística
Les llengües caucàsiques nord-orientals han estat més extensivament estudiades des del punt de vista morfosintàctic que des del punt de vista fonològic, encara que existeix una idea general bastant bona de tots dos aspectes per a tota la família en general.

### Fonologia
Encara falten bones descripcions fonètiques i fonològiques, basades en estudis acústics i articulatoris, d'algunes llengües caucàsiques nord-orientals, estant el txetxè, l'avar i el lak entre les millor descrites. El nombre de fonemes de l'inventari d'aquestes llengües sol ser gran, encara que sense arribar en general a l'exuberància de les llengües caucàsiques nord-occidentals. Sovint els inventaris fonològics resulten molt grans si es compten com a fonemes independents les versions labialitzades i faringelitzades d'alguns fonemes i algunes altres formes d'articulació secundària.
A gairebé totes les llengües de la família; excepte el grup tsez, algunes llengües del grup lesguià i alguns dialectes de l'àvar i el darguà, mostren una oposició entre consonants "intensives" i "no-intensives" (sent les "intensives", fonèticament geminades o tibants). En l'inventari consonàntic de l'àvar, mostrat a continuació, aquesta oposició no existeix en tots els punts d'articulació. El membre intensiu és el marcat per un màcron:
|               | Oclusiva simple | Oclusiva simple | Oclusiva simple | Oclusiva ejectiva | Oclusiva ejectiva | Africada simple | Africada simple | Africada ejectiva | Africada ejectiva | Fricativa | Fricativa | Fricativa | Nasal | Aproxi- mant |
| ------------- | --------------- | --------------- | --------------- | ----------------- | ----------------- | --------------- | --------------- | ----------------- | ----------------- | --------- | --------- | --------- | ----- | ------------ |
| Labial        | b               | p               |                 | (pʼ)              |                   |                 |                 |                   |                   |           |           |           | m     | w            |
| Alveolar      | d               | t               |                 | tʼ                |                   | c               | c               | cʼ                | cʼ                | z         | s         | s         | n     | r            |
| Alveo-Palatal |                 |                 |                 |                   |                   | č               | č               | čʼ                | čʼ                | ž         | š         | š         |       | y            |
| Lateral       |                 |                 |                 |                   |                   |                 | tɬ              |                   | tɬʼ               |           | ɬ         | ɬ         |       | l            |
| Velar         | g               | k               | k               | kʼ                | kʼ                |                 |                 |                   |                   |           |           | x         |       |              |
| Uvular        |                 |                 |                 | qʼ                | qʼ                |                 |                 |                   |                   | ʁ         | χ         | χ         |       |              |
| Faríngia      |                 |                 |                 |                   |                   |                 |                 |                   |                   | ʕ         | ħ         |           |       |              |
| Glotal        |                 | ʔ               |                 |                   |                   |                 |                 |                   |                   |           | h         |           |       |              |